# IC 4673
IC 4673 је планетарна маглина у сазвјежђу Стријелац која се налази на листи објеката дубоког неба у Индекс каталогу.
Деклинација објекта је - 27° 6' 22" а ректасцензија 18h 3m 18,4s. Привидна величина (магнитуда) објекта IC 4673 износи 13,0 а фотографска магнитуда 12,9. IC 4673 је још познат и под ознакама PK 3-2.3, ESO 521-PN15, CS=14.6.